# Отрадинское сельское поселение (Мценский район)
Отрадинское се́льское поселе́ние — муниципальное образование в Мценском районе Орловской области Российской Федерации.
Административный центр — село Отрадинское.

## История
Отрадинское сельское поселение содано 24 апреля 1977 года. Его появление тесно связано со строительством Отрадинского сахарного завода. Решение о его строительстве было принято в конце 1950-х годов и уже в начале 1960-х строительство было начато очень активно.
Местом для создания предприятия было выбрано очень удобно. Совсем рядом проходили два крупных транспортных узла: федеральная трасса Москва-Крым и Орловско-Курское отделение железной дороги. Проектирование и строительство завода было поручено французской фирме, которое проектировало одно из крупнейших сахароперерабатывающих предприятий в центральной части России. Мощность завода первоначально была рассчитана на переработку 5000 тонн сахарной свеклы в сутки. Параллельно со строительством завода возводили и рабочий поселок, где жили рабочие завода и а также работники образования и здравоохранения. Датой рождения поселка можно считать заметку в газете «Орловская правда» «Есть Отрадинский сахар!!!».
Статус и границы сельского поселения установлены Законом Орловской области от 25 октября 2004 года № 434-ОЗ «О статусе, границах и административных центрах муниципальных образований на территории Мценского района Орловской области»

## Население
| 2010  | 2012  | 2013  | 2014  | 2015  | 2016  | 2017  |
| ----- | ----- | ----- | ----- | ----- | ----- | ----- |
| 2926  | ↘2858 | ↘2785 | ↘2779 | ↘2764 | ↘2749 | ↘2683 |
| 2018  | 2019  | 2020  | 2021  | 2023  |       |       |
| ↘2673 | ↘2636 | ↘2606 | ↘2238 | ↘2175 |       |       |

## Состав сельского поселения
| № | Населённый пункт | Тип населённого пункта       | Население |
| - | ---------------- | ---------------------------- | --------- |
| 1 | Буравлёнки       | деревня                      | 0         |
| 2 | Валуйский        | посёлок                      | 18        |
| 3 | Заречная Ферма   | посёлок                      | 1         |
| 4 | Кикино           | деревня                      | 33        |
| 5 | Лисица           | деревня                      | 14        |
| 6 | Нарышкино        | деревня                      | 9         |
| 7 | Отрадинское      | село, административный центр | ↘2799     |
| 8 | Старая Отрада    | деревня                      | 17        |
| 9 | Ярыгино          | деревня                      | 34        |

## Инфраструктура поселения
В поселении имеются все необходимые для проживания блага цивилизации: электричество, вода, централизованное отопление. Есть школа (МБОУ "Отрадинская средняя общеобразовательная школа"- около 400 учащихся), детский сад, рассчитанный на 150 детей. Имеется также почтовое отделение, отделение сбербанка, поликлиника и амбулатория, процедурный кабинет, дом культуры (Торшина Ж.А.), библиотека (Тупикова О.В.), магазины различной направленности (около 15).